# Rudava
Rudava – rzeka na Záhoriu, lewostronny dopływ Morawy, ma długość 45 km i dorzecze o powierzchni 438,7 km². Średnia lesistość dorzecza sięga aż do 60% (lasy sosnowe na piaskach eolicznych).

## Źródło
Źródło mieści się w Lakšárskiej pahorkatinie (fragment Niziny Borskiej) pod wzgórzem Dubník (289 m n.p.m.), na zachód od wsi Bílkove Humence na wysokości około 238 m n.p.m.

## Bieg rzeki
Najpierw opływa wieś Bílkove Humence od południa i płynie na północny wschód, potem na wschód, wpadają w nią mniejsze potoki i dalej płynie przez terytorium poligonu wojskowego Záhorie. Zatacza łuk na południowy zachód, opuszcza poligon Záhorie i płynie wzdłuż jego wschodniej granicy, na prawym brzegu oddziela się koryto Starej Rudawy, która dalej płynie mniej więcej równolegle. Z lewej wpadają potem do niej Prievalský potok, Mäsiarsky potok, Hrudky, Smrekovec, Hraničný potok, Trstienka, zatacza większy łuk na zachód i wpływają w nią: z lewej strony Kráľov potok, z prawej Stará Rudava przy stróżówce Stará píla. Ponownie przepływa przez poligon, z lewej wpada w nią Rudavka (179,8 m n.p.m.), z prawej – Žliabok, przy wsi Studienka na krótkim kawałku opuszcza ziemię poligonu, meandruje i po raz trzeci wstępuje na terytorium poligonu. Tu oddziela się od koryta prawobrzeżny Nový kanál (162,9 m n.p.m.), przy czym Rudawa dalej kontynuuje przepływ wielkim łukiem na południowy zachód, ostatecznie opuszcza terytorium zahorskiego poligonu, przepływa pod autostradą D2, tory kolejowe i następnie drogę krajową nr 2 (przy wsi Veľké Leváre), łączy się z Novým kanálem i płynie dalej na północny zachód. Przy wsi Malé Leváre koryto skręca na zachód, wpływa do niej prawostronny Lakšársky potok, przecina ono Zohorský kanál i w obszarze Rudavného jazera na wysokości 147 m n.p.m. wpływa do Morawy.